# Ian Jackson
Ian W. Jackson – jeden z deweloperów Debiana oraz były Lider Projektu Debian. Autor programów: dpkg, SAUCE, userv, debbugs oraz authbind. W przeszłości zarządzał dokumentem Linux FAQ. Jest właścicielem serwera chiark.greenend.org.uk, gdzie hostowany jest program PuTTY.

## Życiorys
Jackson studiował informatykę na Uniwersytecie Cambridge, gdzie uzyskał tytuł doktora.
Obecnie pracuje w XenSource. W przeszłości pracował w firmie Canonical Ltd oraz korporacji nCipher.
W styczniu 1998 został Liderem Projektu Debian i był nim do 1999, kiedy to zastąpił go Wichert Akkerman. Podczas jego kadencji wydany został Debian 2.0. Obecnie jest członkiem Komitetu Technicznego Debiana.
W latach 1998 oraz 1999 był odpowiednio wiceprezesem i prezesem organizacji Software in the Public Interest.